# Basilica autarena
La basilica autarena si trova nel centro di Fara Gera d'Adda, in provincia di Bergamo.
La basilica, edificata dal re longobardo Autari come luogo di culto ariano nel corso del VI secolo fu dedicata successivamente a sant'Alessandro quando fu conquistata dal vescovo di Bergamo un secolo dopo, e poi a santa Felicita.

## Storia
La prima prova documentale sull'edificio è costituita da un diploma di Carlo il Grosso dell'883 in cui è citato come ecclesia in onore sancti Alexandri dedicata in loco nuncupante Fara.
Quel che resta della basilica è stato accorpato nel medioevo nel cosiddetto oratorio di santa Felicita.

## Architettura
La chiesa, di cui è rimasta solo un'unica navata e l'abside centrale, aveva originariamente una struttura basilicale a tre navate con pareti costruite in laterizio. 
Dalla navata centrale fuoriesce un'abside poligonale la cui parete esterna è suddivisa da lesene piatte unite in alto da archi a tutto sesto. Tra le lesene centrali dell'abside erano inserite delle sottili monofore di cui una è attualmente murata.